# Крсто Папич
Крсто Папич (хорв. Krsto Papić; серб. Крсто Папић; 7 грудня 1933, Никшич, Югославія, нині Чорногорія — 7 лютого 2013, Загреб, Хорватія) — хорватський кінорежисер, сценарист, кінопродюсер і актор.

## Біографія
Закінчив філософський факультет Загребського університету. У кінематографі — з 1956 року.
У 1964 році дебютував новелою «Чекати» (кіноальманах «Ключ»). Знімав документальні фільми про актуальні проблеми Югославії. Належав до Югославської чорної хвилі (серб. Црни талас, сербохорв. Crni talas, англ. Yugoslav Black Wave) — художнього напряму кінематографу Югославії 1963—1972 років.

## Вибрана фільмографія

### Режисер
- 1964 — Ключ / Kljuc
- 1967 — Іллюзія / Iluzija
- 1967 — Хелло, Мюнхен / Halo, München (д/ф)
- 1968 — Коли тебе моє «пір'ячко» залоскоче / Kad te moja cakija ubode (д/ф)
- 1969 — Вузол / (д/ф)
- 1969 — Кайданки / Lisice
- 1971 — Маленький сільський концерт / Mala seoska priredba (д/ф)
- 1972 — Спеціальні потяги / (д/ф)
- 1973 — Predstava «Hamleta» u Mrdusi Donjoj
- 1975 — Одна маленька мандрівка / Jedno malo putovanje (д/ф)
- 1976 — Спаситель / Izbavitelj
- 1979 — Таємниця Ніколи Тесли / Tajna Nikole Tesle
- 1987 — Життя з дядьком / Zivot sa stricem
- 1991 — Хорватська повість / Prica iz Hrvatske
- 1998 — Коли мертві заспівають / Kad mrtvi zapjevaju
- 2003 — Інфекція / Infekcija
- 2012 — / Cvjetni trg

### Сценарист
- 1964 — Ключ / Kljuc
- 1967 — Ілюзія / Iluzija
- 1967 — Хелло, Мюнхен / Halo, München (д/ф)
- 1968 — Коли тебе моє «пір'ячко» залоскоче / Kad te moja cakija ubode (д/ф)
- 1969 — Кайданки / Lisice
- 1971 — Маленький сільський концерт / Mala seoska priredba (д/ф)
- 1973 — Predstava «Hamleta» u Mrdusi Donjoj
- 1975 — Одна маленька мандрівка / Jedno malo putovanje (д/ф)
- 1976 — Спаситель / Izbavitelj (за мотивами оповідання «Щуролов» Олександра Гріна)
- 1979 — Таємниця Ніколи Тесли / Tajna Nikole Tesle
- 1987 — Життя з дядьком / Zivot sa stricem
- 1991 — Хорватська повість / Prica iz Hrvatske
- 1998 — Коли мертві заспівають/ Kad mrtvi zapjevaju
- 2003 — Інфекція / Infekcija

### Продюсер
- 2003 — Інфекція / Infekcija

### Актор
- 1983 — Третій ключ/Treci kljuc — Frajno

## Нагороди
- 1974 — номінація на «Золотого ведмедя» 24-го Берлінського міжнародного кінофестивалю («Predstava „Hamleta“ u Mrdusi Donjoj»)